# قشلاق اسماعل‌خان جلیل رنجبر
قشلاق اسماعل خان جلیل رنجبر یک روستا در ایران است که در استان اردبیل واقع شده‌است. قشلاق اسماعل خان جلیل رنجبر ۲۱ نفر جمعیت دارد.